# 羅滕湖

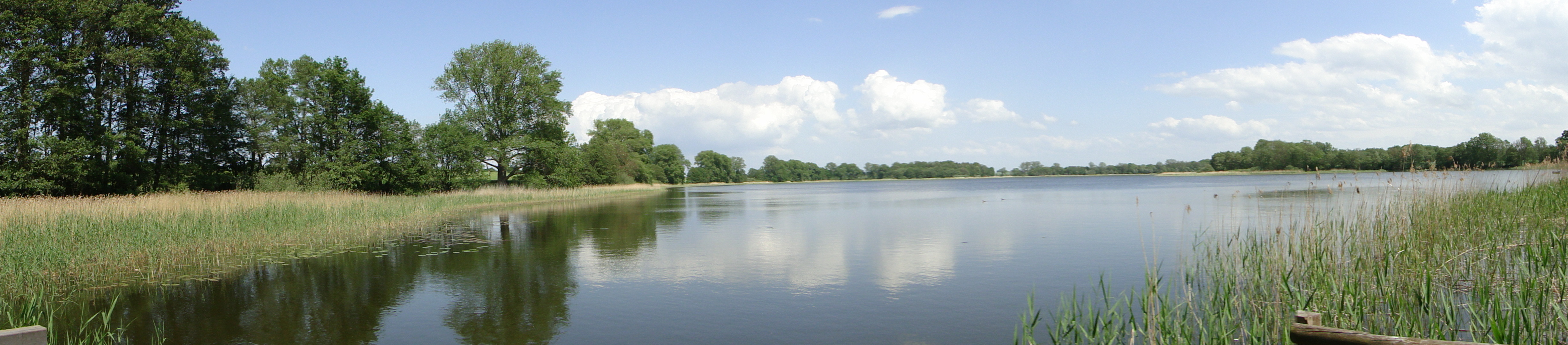

53°41′3.49″N 11°57′32.89″E / 53.6843028°N 11.9591361°E
羅滕湖（德語：Rothener See），是德國的湖泊，位於該國東北部梅克倫堡-前波美拉尼亞州，由路德維希斯盧斯特-帕爾希姆縣負責管轄，長1.2公里、寬1.0公里，面積0.63平方公里，海拔高度32米。